# Rosetti Marino
Rosetti Marino è un gruppo industriale di cantieristica navale, quotato alla Borsa di Milano AIM Italia – Mercato alternativo del capitale e composto da 18 società, 9 filiali e 1.200 dipendenti.

## Storia
Fondata a Ravenna nel 1925 da Marino Rosetti, la società inizia l'attività di supporto alla zona portuale e industriale locale con lavori di carpenteria metallica e fabbricazione di piccoli serbatoi.
Dopo la seconda guerra mondiale partecipò alla ricostruzione dei depositi costieri nel porto di Ravenna dove si stava intensificando il traffico navale. Rosetti ha quindi deciso di includere le riparazioni navali e il refit alle attività dell'azienda. Nel periodo compreso tra il 1947 e il 1958 si effettuarono più di trenta conversioni di alimentazione da carbone a olio pesante delle navi a vapore della nave Liberty della seconda guerra mondiale. Negli anni Cinquanta realizza anche diversi stabilimenti per l'industria agroalimentare Ferruzzi e per l'impianto petrolchimico Enichem vicino a Ravenna.
Negli anni sessanta viene scoperto il primo giacimento offshore di gas naturale in Europa vicino alla costa ravennate nel mare Adriatico e la società partecipa a questa fase pionieristica italiana di ricerca e produzione di idrocarburi realizzando strutture per piattaforme fisse offshore. I clienti sono Eni, Agip e Montedison (ora LyondellBasel).
Nel periodo tra gli anni ottanta e gli anni novanta, il core business dell'azienda diventa la costruzione di piattaforme off-shore per il petrolio e le piattaforme di produzione gas, così come nella cantieristica specializzata nella costruzione di navi a supporto dell'offshore, anchor handling tug e rimorchiatori. La ditta costruisce piattaforme per l'estrazione e il trattamento del gas naturale nel mare Adriatico, nelle aree italiane e croate del mare Adriatico. I primi progetti sono monodisciplinari (costruzione di singole strutture) e diventano progressivamente multidisciplinari (dalla progettazione alla realizzazione di strutture multi disciplinari e dotate di impianti di tubazioni, elettrici e di automazione). Il management decide di riorganizzare la propria struttura interna per avere proprie capacità e capacità ingegneristiche e progettuali.
All'inizio degli anni '90 acquisisce Basis Engineering, società di ingegneria di Milano con una vasta esperienza nel settore dei combustibili fossili, e fonda a Forlì l'azienda Fores Engineering, specializzata in sistemi di automazione e controllo.

## Attività
Rosetti Marino è un EPCI Contractor di impianti offshore e onshore per il settore Energy, Shipbuilding e Superyacht, nonché nella fornitura di servizi tecnici specializzati per il settore dei combustibili fossili. Il gruppo comprende altre aziende italiane coinvolte nella propria filiera ed ha attività a livello internazionale. La società è proprietaria di due cantieri navali nel porto di Ravenna, Piomboni Yard (costruzioni offshore) e San Vitale Yard (cantieri navali) mentre un terzo cantiere denominato KCOI, costruito nel 2008, si trova sulla costa kazaka del Mar Caspio vicino alla città di Aktau. I principali clienti sono alcune delle maggiori società internazionali e contractor internazionali nel settore Oil & Gas Energy come ENI, TOTAL, Shell, ConocoPhillips, Lukoil, QatarGas, Premier Oil nonché alcuni dei principali armatori europei.
Nel 2017 nasce Rosetti Superyacht.
Il gruppo è sostenitore e sponsor dell'OMC, nonché membro della Ravenna Offshore Contractors Association.
La sede centrale e i cantieri si trovano a Ravenna mentre gli uffici di ingegneria si trovano ad Assago.

## Società del gruppo e filiali
Il gruppo controlla tra le altre le seguenti società:
- Fores Engineering
- Tecon
- Rosetti Superyacht
- KCOI
- Rosetti-Pivot
- Rosetti-Ali & Sons

Il gruppo Rosetti Marino possiede filiali e uffici in tutto il mondo:
- Europa: Italia, Gran Bretagna
- CSI: Kazakistan[8], Russia
- Africa: Algeria, Libia, Nigeria[21]
- Medio Oriente: Emirati Arabi Uniti[22][23][24], Qatar[25]